# Neuf de carreau
Le neuf de carreau (9♦) est une carte à jouer.

## Caractéristiques

### Généralités
Le neuf de carreau fait partie des jeux de cartes utilisant les enseignes françaises. En France, on le retrouve dans les jeux de 32 cartes, de 52 cartes et de tarot. Un neuf et un carreau, il s'agit d'une valeur et d'une carte de couleur rouge.
De façon générale, le neuf de carreau suit le huit de carreau et précède le dix de carreau. Toutefois, à la belote, le neuf de carreau est la 2e carte la plus forte en atout : il précède alors le valet de carreau et suit l'as de carreau.
N'étant pas une figure, le neuf de carreau a généralement une valeur nulle lors du décompte des points. Ce n'est toutefois pas toujours le cas : ainsi, à la belote, il vaut 14 points à l'atout (seul le valet vaut plus).

### Représentations
Comme les autres valeurs, la valeur du neuf de carreau est représentée par des répétitions de son enseigne, une forme en losange rouge. Si le paquet indique la valeur des cartes dans les coins, celle du neuf de carreau est reprise en mentionnée en chiffre (« 9 ») ; la couleur du texte (rouge ou noir) varie.
Dans les jeux de type français, les neuf carreaux sont disposés symétriquement par rapport à la verticale et à l'horizontale : sur chaque bord, une colonne de quatre carreaux ; au centre de la carte, le dernier carreau.

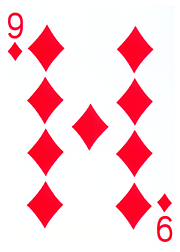
Neuf de carreau d'un jeu de poker.
Neuf de carreau, jeu hongrois. La valeur de la carte n'est pas indiquée en chiffre dans les coins.

### Équivalents
Dans les jeux utilisant les enseignes latines (Espagne, Italie, etc.), l'équivalent du neuf de carreau est le neuf de denier.
En Allemagne et en Suisse, l'équivalent du neuf de carreau est le neuf grelot.

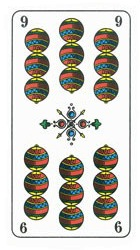
Neuf de grelot, jeu au portrait saxon.

## Historique
Les premières cartes à jouer éditées en Europe ne comportent aucune des enseignes rencontrées dans les jeux français contemporains. Les enseignes latines (bâtons, deniers, épées et coupes) sont probablement adaptées des jeux de cartes provenant du monde musulman,. Les enseignes françaises sont introduites par les cartiers français à la fin du XVe siècle, probablement par adaptation des enseignes germaniques (glands, grelots, feuilles et carreaux). Les enseignes françaises procèdent d'une simplification des enseignes précédentes, permettant une reproduction plus aisée (et donc un moindre coût de fabrication). L'enseigne de carreau pourrait trouver son origine dans celle de denier, ronde, transformée en grelot dans les enseignes germaniques, également ronde, puis débarrassée de ses détails et redressée en carré.

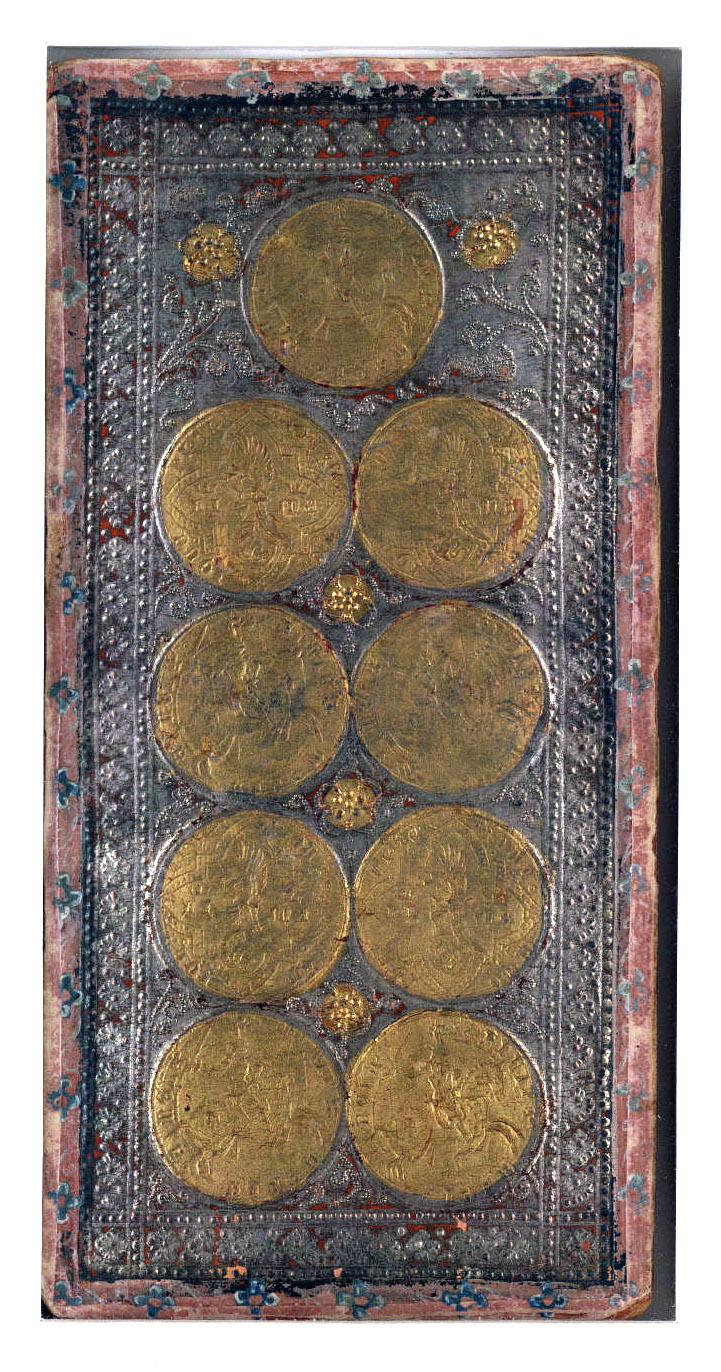
Le neuf de denier d'un tarot Visconti-Sforza ; le neuf de carreau dériverait de ce type de carte.
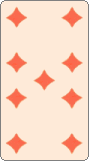
Neuf de carreau d'un jeu de tarot du XIXe siècle

## Informatique
Le neuf de carreau fait l'objet d'un codage dédiée dans le standard Unicode : U+1F0C9, « 🃉 » (cartes à jouer).